# 프라이드 브레드

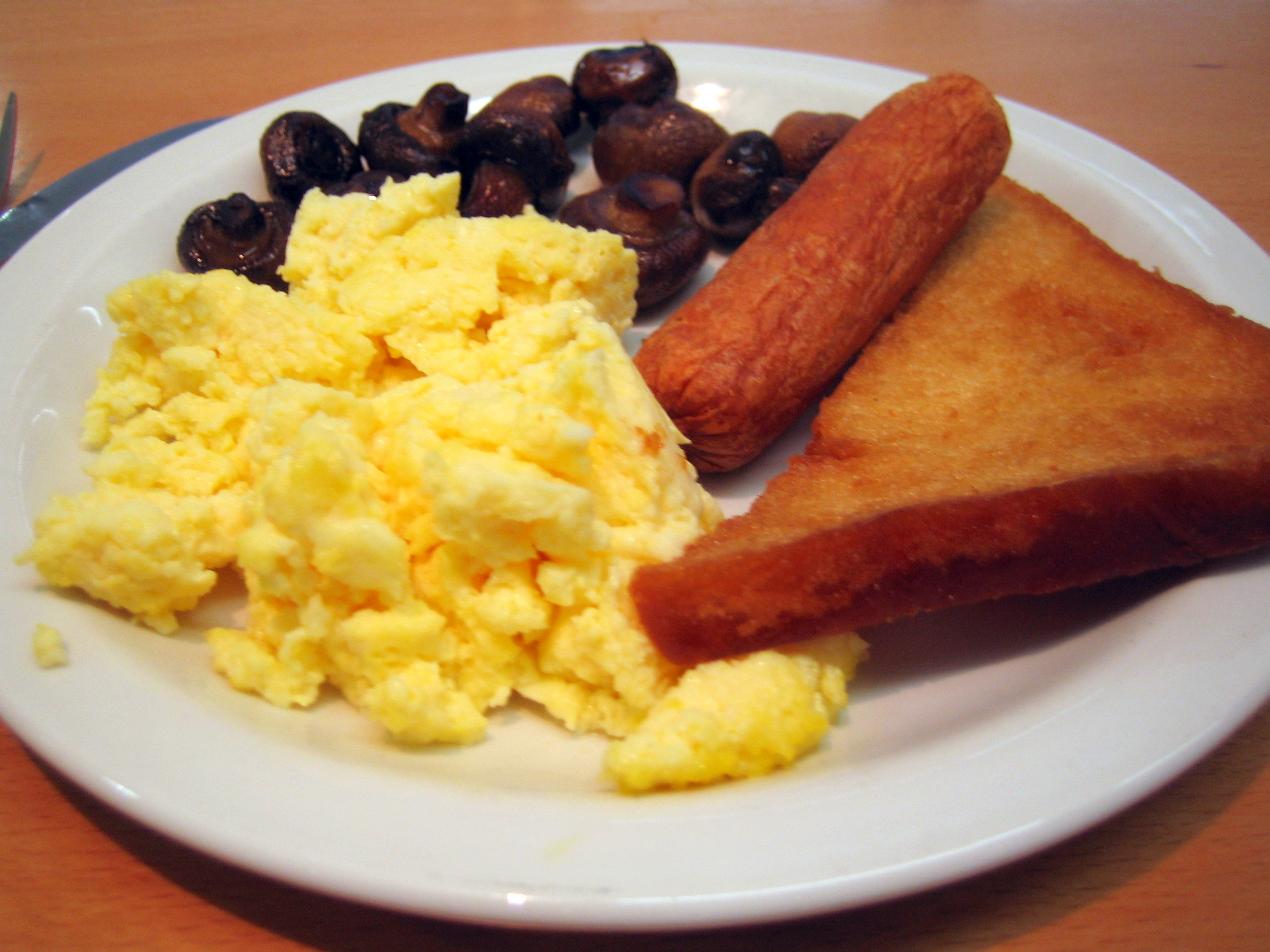
프라이드 브레드

프라이드 브레드(Fried bread)는 튀긴 빵 한 조각이다. 다양한 요리나 식사에서 토스트 대용으로 사용된다. 다양한 기름, 버터, 라드, 베이컨 기름 또는 기를 사용할 수 있다. 일부 요리사는 카운터나 보관 공간을 마련하거나 토스터에 돈을 쓰는 것을 피하기 위해 토스트하는 대신 튀기는 것을 선택할 수도 있다. 토스트하는 대신 튀기는 것을 지지하는 사람들은 건조 토스트하는 것보다 지방에 튀기면 풍미와 바삭함을 더 얻을 수 있다고 주장한다.